# Ingolf Elster Christensen
Ingolf Elster Christensen (28. marts 1872 i Førde – 3. maj 1943 i Førde) var en norsk jurist, officer, embedsmand og politiker, bror til forfatteren og kulturhistorikeren Hjalmar Christensen.
Han var amtmand i over 30 år og havde også hvervet som stortings- og statsrådsrepræsentant i 1920'erne. Politisk var han særligt optaget af forsvaret, landbrug og samfærdsel. Sommeren 1940 spillede han en vigtig rolle som formand i administrasjonsrådet og deltager ved riksrådsforhandlingene. Christensen var Norges forsvarsminister  1926-1928 og justitsminister i 1926.